# Thomas Egerton, II conte di Wilton
Thomas Egerton, II conte di Wilton, conosciuto come Thomas Grosvenor fino al 1814 (30 dicembre 1799 – 7 marzo 1882), è stato un nobile e politico inglese.

## Biografia
Era il secondo figlio di Robert Grosvenor, I marchese di Westminster, e di sua moglie, Lady Eleanor Egerton, figlia di Thomas Egerton, I conte di Wilton. Nel 1814, succedette alla contea di Wilton secondo una legge speciale alla morte del nonno materno. Assunse, perciò, il cognome Egerton al posto di Grosvenor nel 1821. Egli ha anche ereditato Heaton Park.

## Carriera politica
Prese posto nella Camera dei lord al compimento dei 21 anni, nel 1820. Nel gennaio 1835 fu nominato Lord Steward, durante il governo di Sir Robert Peel e nel febbraio successivo è stato ammesso al Consiglio privato.

## Matrimoni

### Primo Matrimonio
Sposò, il 29 novembre 1821, Lady Mary Stanley (1801-16 dicembre 1858), figlia di Edward Smith-Stanley, XII conte di Derby. Ebbero undici figli, di cui solo cinque raggiunsero l'età adulta:
- Lady Eleanor Egerton (1823-1824);
- Thomas Egerton, visconte Wilton (1825-1830);
- Lady Mary Egerton (1827-1838);
- Lady Margaret Egerton (1830-1831);
- Arthur Egerton, visconte Wilton (1831-1831);
- Lady Elizabeth Egerton (1832-1892), sposò Dudley FitzGerald-de Ros, XXIV barone de Ros, ebbero una figlia;
- Arthur Egerton, III conte di Wilton (1833-1885);
- Lady Katherine Egerton (1835-1920), sposò Henry John Coke[1], ebbero tre figli;
- Lady Emily Egerton (1837-1839);
- Seymour Egerton, IV conte di Wilton (1839-1898);
- Lady Alice Magdalene Egerton (1842-1925), sposò Sir Henry des Voeux, V baronetto, non ebbero figli.

### Secondo Matrimonio
Sposò, il 12 settembre 1863, Isabella Smith. Non ebbero figli.

## Morte
Morì il 7 marzo 1882, all'età di 82 anni.
Lord Wilton era anche un noto sportivo. Considerato un cavaliere esperto, creò le Heaton Park Races nel 1827. Si era interessato anche a yachting ed è stato Commodoro del Royal Yacht Squadron (1849-1881). In questa veste, invitò i membri del New York Yacht Club a partecipare alla regata del Royal Yacht Squadron, aperta a tutte le nazioni di tutto il mondo, sull'Isola di Wight il 22 agosto 1851. Lo yacht NYYC America vinse l'evento e il suo trofeo d'argento è stato successivamente ribattezzato America's Cup. Lord Wilton è stato inserito nella America's Cup Hall of Fame nel 2001, in una cerimonia presso il Royal Yacht Squadron durante la America's Cup Jubilee.